# Kalāteh-ye Āshīān
Kalāteh-ye Āshīān är en ort i Iran.   Den ligger i provinsen Nordkhorasan, i den nordöstra delen av landet, 600 km öster om huvudstaden Teheran. Kalāteh-ye Āshīān ligger 1 018 meter över havet och antalet invånare är 230.
Terrängen runt Kalāteh-ye Āshīān är kuperad söderut, men norrut är den platt. Runt Kalāteh-ye Āshīān är det ganska glesbefolkat, med 27 invånare per kvadratkilometer. Närmaste större samhälle är Bojnourd, 7,8 km väster om Kalāteh-ye Āshīān. Omgivningarna runt Kalāteh-ye Āshīān är i huvudsak ett öppet busklandskap.